# Gyapotegér
A gyapotegér (Peromyscus gossypinus) az emlősök (Mammalia) osztályának rágcsálók (Rodentia) rendjébe, ezen belül a hörcsögfélék (Cricetidae) családjába és a Neotominae alcsaládjába tartozó faj. Neve onnan ered, hogy gyakran gyapotot használ a fészke építéséhez.

## Előfordulása
Az Amerikai Egyesült Államok délkeleti államainak erdővel borított területein őshonos.

## Megjelenése
Felnőtt példányai elérhetik (farokkal együtt mérve) a 18-20 centimétert. Megjelenésében nagyon hasonlít a fehérlábú egérhez, de annál valamivel nagyobb termetű, valamint hosszabbak a hátsó lábai és a koponyája. Sötétbarna a teste és fehérek a lábai és a hasa.

## Táplálkozása
Mindenevő. Legfőképp magvak és rovarok képezik a táplálékát.

## Szaporodása
Előfordul, hogy egész évben, de rendszerint kora tavasszal és ősszel szaporodik. Van, hogy négy almot is vet évente. Egy alomban legfeljebb hét, születéskor meztelen, magatehetetlen szopós egér található. Elválasztásuk 20-25 nap után megy végbe. Körülbelül két hónap után válnak ivaréretté. Átlagéletkoruk 4-5 hónap. Ritkán néhány példány az egyéves kort is megéri. Baglyok, kígyók, a menyét, és a vörös hiúz egyik fontos zsákmányállata.

## Rokon fajai
Az egyik alfaja, a Chadwick-parti gyapotegér (Peromyscus gossypinus restrictus), melyet 1938-ban láttak utoljára, és jelenleg azt feltételezik, hogy kihalt.
- Peromyscus leucopus - fehérlábú egér
- Peromyscus maniculatus - őzegér
- Peromyscus gossypinus restrictus - Chadwick-parti gyapotegér

### Fordítás
- Ez a szócikk részben vagy egészben  a   Peromyscus gossypinus című angol Wikipédia-szócikk fordításán alapul.  Az eredeti cikk szerkesztőit annak laptörténete sorolja fel. Ez a jelzés csupán a megfogalmazás eredetét és a szerzői jogokat jelzi, nem szolgál a cikkben szereplő információk forrásmegjelöléseként.